# Aiteta iridias
Aiteta iridias är en fjärilsart som beskrevs av Edward Meyrick 1889. Aiteta iridias ingår i släktet Aiteta och familjen trågspinnare. Inga underarter finns listade i Catalogue of Life.